# Bouzeron
Bouzeron ist eine französische Gemeinde mit 134 Einwohnern (Stand 1. Januar 2022) im Département Saône-et-Loire in der Region Bourgogne-Franche-Comté. Bekannt ist die Gemeinde durch das gleichnamige Weinbaugebiet. Die Bewohner werden Bouzeronnais und Bouzeronnaises genannt.

## Geografie
Bouzeron liegt auf einer mittleren Höhe von 238 m über dem Meeresspiegel in einem Tal zwischen den Bergen der Ermitage und der Folie, 14 Kilometer nordwestlich von Chalon-sur-Saône, der Unterpräfektur des Arrondissements, und 3 Kilometer südwestlich von Chagny. Das Gemeindegebiet hat eine Fläche von 3,70 Quadratkilometern.

## Geschichte
Bouzeron wurde in gallo-römischer Zeit (52 v. Chr. bis 486 n. Chr.) im 3. oder 4. Jahrhundert gegründet und wurde damals Boserontis Villa genannt, ‚Landgut von Bozeron‘. Karl der Kahle (823–877) schenkte die Ortschaft 872 der Abtei Saint-Marcel-les-Chalon in Saint-Marcel.
1793 erhielt Bouzeron als Bouzerons im Zuge der Französischen Revolution (1789–1799) den Status einer Gemeinde und 1801 unter dem heutigen Namen das Recht auf kommunale Selbstverwaltung.

## Bevölkerungsentwicklung
| Bouzeron: Einwohnerzahlen von 1793 bis 2016                                                                                | Bouzeron: Einwohnerzahlen von 1793 bis 2016 | Bouzeron: Einwohnerzahlen von 1793 bis 2016 | Bouzeron: Einwohnerzahlen von 1793 bis 2016 | Bouzeron: Einwohnerzahlen von 1793 bis 2016 |
| --- | ------------------------------------------- | ------------------------------------------- | ------------------------------------------- | ------------------------------------------- |
| Jahr |                                             |                                             |                                             | Einwohner                                   |
| 1793 | 1793                                        |                                             | 160                                         | 160                                         |
| 1800 | 1800                                        |                                             | 161                                         | 161                                         |
| 1806 | 1806                                        |                                             | 159                                         | 159                                         |
| 1821 | 1821                                        |                                             | 157                                         | 157                                         |
| 1831 | 1831                                        |                                             | 169                                         | 169                                         |
| 1836 | 1836                                        |                                             | 207                                         | 207                                         |
| 1841 | 1841                                        |                                             | 188                                         | 188                                         |
| 1846 | 1846                                        |                                             | 201                                         | 201                                         |
| 1851 | 1851                                        |                                             | 193                                         | 193                                         |
| 1856 | 1856                                        |                                             | 200                                         | 200                                         |
| 1861 | 1861                                        |                                             | 210                                         | 210                                         |
| 1866 | 1866                                        |                                             | 233                                         | 233                                         |
| 1872 | 1872                                        |                                             | 225                                         | 225                                         |
| 1876 | 1876                                        |                                             | 217                                         | 217                                         |
| 1881 | 1881                                        |                                             | 220                                         | 220                                         |
| 1886 | 1886                                        |                                             | 280                                         | 280                                         |
| 1891 | 1891                                        |                                             | 276                                         | 276                                         |
| 1896 | 1896                                        |                                             | 218                                         | 218                                         |
| 1901 | 1901                                        |                                             | 226                                         | 226                                         |
| 1906 | 1906                                        |                                             | 233                                         | 233                                         |
| 1911 | 1911                                        |                                             | 196                                         | 196                                         |
| 1921 | 1921                                        |                                             | 184                                         | 184                                         |
| 1926 | 1926                                        |                                             | 203                                         | 203                                         |
| 1931 | 1931                                        |                                             | 218                                         | 218                                         |
| 1936 | 1936                                        |                                             | 180                                         | 180                                         |
| 1946 | 1946                                        |                                             | 209                                         | 209                                         |
| 1954 | 1954                                        |                                             | 197                                         | 197                                         |
| 1962 | 1962                                        |                                             | 225                                         | 225                                         |
| 1968 | 1968                                        |                                             | 198                                         | 198                                         |
| 1975 | 1975                                        |                                             | 151                                         | 151                                         |
| 1982 | 1982                                        |                                             | 153                                         | 153                                         |
| 1990 | 1990                                        |                                             | 164                                         | 164                                         |
| 1999 | 1999                                        |                                             | 145                                         | 145                                         |
| 2006 | 2006                                        |                                             | 150                                         | 150                                         |
| 2011 | 2011                                        |                                             | 150                                         | 150                                         |
| 2016 | 2016                                        |                                             | 141                                         | 141                                         |
| Quelle(n): EHESS/Cassini bis 1999, INSEE ab 2006 Anmerkung(en): Ab 1962 offizielle Zahlen ohne Einwohner mit Zweitwohnsitz |                                             |                                             |                                             |                                             |

## Kultur und Sehenswürdigkeiten
Auf der Grenze zwischen den Baronien Bouzeron und Monton stehen zwei Grenzsteine aus dem 15. Jahrhundert, die mit den Wappen der jeweiligen Adelsfamilie geschmückt sind. Sie wurden 1915 als Monument historique (‚historisches Denkmal‘) klassifiziert.
In der Kirche Saint-Marcel befindet sich eine Statue aus dem 17. Jahrhundert, die den lokalen Heiligen Marcellus darstellt. Die Statue aus vergoldetem Holz wurde 1914 als Monument historique eingestuft.
Auf dem Berg Ermitage befindet sich die archäologische Ausgrabungsstätte Camp romain (‚Römisches Militärlager‘) aus dem zweiten Jahrhundert. Es wurde 1921 als Monument historique klassifiziert.
Außerdem gibt es ein Lavoir (‚Waschhaus‘) mit Brunnen aus dem 19. Jahrhundert.

## Wirtschaft
Der wichtigste Erwerbszweig in Bouzeron ist der Weinbau, es werden Weintrauben der Sorte Aligoté angebaut. Der lokal hergestellte Weißwein trägt die geschützte Herkunftsbezeichnung (AOC) Bouzeron.